# Oceà de Tetis
L'oceà de Tetis va ser un oceà que va obrir-se d'est a oest entre el Lopingià i el Juràssic mitjà. Va durar fins ben entrat el Miocè i el mar Mediterrani és un dels seus vestigis. Durant el Mesozoic, va separar Gondwana al sud i Lauràsia al nord. El límit occidental d'aquest oceà era les actuals Europa meridional i Àfrica septentrional.

## Evolució
Fa entre 65 i 55 milions d'anys, un fragment de Gondwana es va separar per a formar la placa tectònica que acabaria esdevenint l'Índia. Aquest fragment, després de derivar, acabar col·lidint amb Euràsia, i tancà la major part de l'oceà de Tetis.
A més del Mediterrani, altres vestigis de l'oceà de Tetis són la mar Càspia, la mar d'Aral o el mar Negre.